# Христюк, Павел Аникеевич
Па́вел Анике́евич Христю́к (укр. Павло Оникійович Христюк; 1890, Кубанская область — 19 сентября 1941, Хабаровский край, Российская СФСР) — украинский кооператор, политический деятель и публицист.

## Биография
Родился в 1890 году в станице Елисаветская на Кубани, в казацкой семье. И там проживал до 1912 года. Вот что в связи с этим вспоминал он сам:
Я родом из Кубанщины, однако вся моя общественно-политическая работа прошла в Украине (с 1912 по 1923 г. я ни разу не побывал на Кубани). А мои родные жили на Кубани… я переписывался с ними, и на Кубани меня знали.
Учась в Киевском политехническом институте, Павел Христюк активно включается в политическую жизнь. Так, в июне 1913 года он среди других ставит свою подпись в письме на имя члена Государственной Думы, большевика Григория Петровского в связи с предполагаемым выступлением последнего в Думе по украинскому вопросу. В этом письме говорилось «о насущной необходимости национализации образования в интересах культурного развития украинского народа». Указанный документ отражал вполне обоснованную тревогу украинской интеллигенции, вызванную постоянной и целенаправленной русификаторской политикой царского правительства.
Учился в Киевском политехническом институте. Был сотрудником газеты «Рада». С 1916 по 1917 годы редактор кооперативного журнала «Комашня».
Сотрудник эсеровских (УПСР) газет «Борьба» и «Трудовая община».

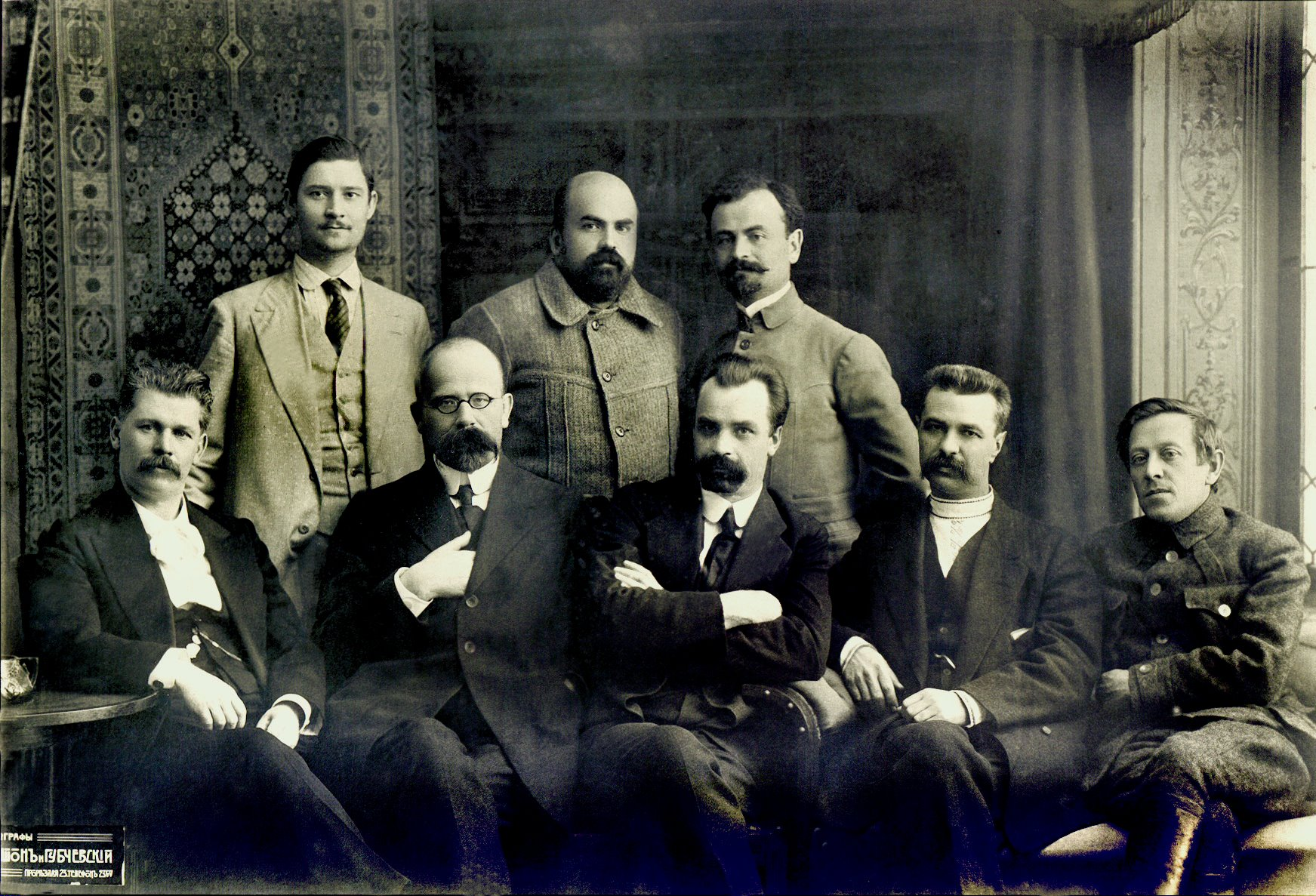
Первый Генеральный секретариат Центральной Рады. Павел Христюк стоит слева.

Ведущий член ЦК УПСР и Крестьянского союза, член Центральной и Малой Рад, генеральный писарь в правительстве Владимира Винниченко. Соавтор земельного закона от 31 января 1918 года. Министр внутренних дел (с конца февраля 1918 года — государственный секретарь) в правительстве Всеволода Голубовича.
Возглавлял Министерство народного образования с 29 января по 10 марта 1918 года.
После IV съезда УПСР принадлежал к фракции «центрального течения». С 1919 года в эмиграции в Вене, где был членом «зарубежной делегации» УПСР и соредактором журнала «Боритесь — поборете!».
В 1924 году приехал в Украинскую ССР, работал в Обществе рабочих науки и техники для содействия социалистическому строительству (Харьков, 1928—1931), сотрудничал в журнале «Красный Путь».
Арестован 2 марта 1931 года по делу «Украинского Национального Центра и приговорён к заключению. Находился, в частности, в Соловках. Умер в одном из концлагерей «Севвостлага» (Хабаровский край).

## Основные труды
Автор работ по истории революции в Украине. Автор книг «Заметки и материалы к истории украинской революции 1917—1920», т. I—IV (1921—1922; является ценным источником для истории украинского освободительного движения), исследований «1905 год в Украине» (1925), «Очерк истории классовой борьбы и социализма», «Украина времён крестьянской реформы в произведениях Г. Данилевского» (1930).

## Память
Кабинетом Министров Украины 28 февраля 2018 года основана в числе академических стипендий имени государственных деятелей первого украинского правительства для студентов и курсантов высших учебных заведений государственной формы собственности, которые получают высшее образование по образовательным уровнем магистра стипендию Павла Христюка (история и археология).